# Mucksna Wood SAC
Mucksna Wood SAC este o arie protejată (arie specială de conservare — SAC, sit de importanță comunitară — SCI) din Irlanda întinsă pe o suprafață de 14,07 ha, integral pe uscat.

## Localizare
Centrul sitului Mucksna Wood SAC este situat la coordonatele 51°52′04″N 9°35′26″W / 51.867854°N 9.590674°V.

## Înființare
Situl Mucksna Wood SAC a fost declarat sit de importanță comunitară în mai 1998 pentru a proteja un număr necunoscut de specii din flora spontană și fauna sălbatică aflate în arealul zonei. Situl a fost protejat și ca arie specială de conservare în aprilie 2016.

## Biodiversitate
Situată în ecoregiunea atlantică, aria protejată conține 1 habitat natural: Păduri de stejar sesil bătrân cu Ilex și Blechnum în Insulele Britanice.
La baza desemnării sitului se află un număr nedeclarat de specii protejate.